# Rubén Tanucci
Rubén Alejandro Tanucci (Avellaneda, 25 marzo 1964) è un ex calciatore argentino, di ruolo difensore.